# 吴博达
吴博达（1950年10月—），男，汉族，浙江杭州人，中国机械动力专家，曾任吉林大学党委书记、校长，第十届全国人大代表。